# Parapediasia atalanta
Parapediasia atalanta là một loài bướm đêm trong họ Crambidae.